# عین خضره (المسیله)
عین خضره (المسیله) (به عربی: عین خضرة) یک شهرداری در الجزایر است که در استان مسیله واقع شده‌است. عین خضره ۲۹٬۰۴۶ نفر جمعیت دارد.